# Curtiss BF2C Goshawk
Curtiss BF2C Goshawk (Model 67) (dosł. z ang. jastrząb) – dwupłatowy samolot Marynarki Wojennej Stanów Zjednoczonych z lat 30. XX wieku, który był częścią długiej linii samolotów serii Hawk produkowanych przez Curtiss Aeroplane and Motor Company dla amerykańskiej marynarki oraz na eksport jako Model 68 Hawk III.

## Projekt i rozwój
Marynarka Wojenna Stanów Zjednoczonych i Curtiss uznali, że poprzedni samolot tej linii, F11C-2 Goshawk posiada potencjał rozwojowy, dlatego Marynarka zdecydowała się na zakup wersji z chowanym podwoziem. Ten wariant, który nadal posiadał klasyczne drewniane skrzydło „Hawk” z F11C-2 z płaskodennym profilem Clark Y, został oznaczony przez Marynarkę Wojenną jako XF11C-3, a przez Curtissa jako Model 67. Zastosowany system chowania podwozia został zainspirowany systemem zaprojektowanym przez Grovera Loeninga i wdrożonym w prototypie Grumman XFF-1 i był obsługiwany ręcznie .
Samolot XF11C-3 po raz pierwszy dostarczono Marynarce Wojennej Stanów Zjednoczonych w maju 1933 roku, z silnikiem gwiazdowym Wright R-1820-80 o mocy 700 KM. Próby wykazały wzrost prędkości o 27 km/h w porównaniu z F11C-2, ale zwiększona masa spowodowała spadek manewrowości. US Navy uznała jednak, że pogorszenie sterowności zostało z nawiązką zrekompensowane wzrostem prędkości. Podczas testów drewniane skrzydło XF11C-3 zostało zastąpione metalowym, dwuwypukłym skrzydłem o profilu NACA 2212, a wkrótce potem przemianowano je na XBF2C-1 (Model 67A), zgodnie z nową kategoryzacją bombowców i myśliwców .

## Historia eksploatacji

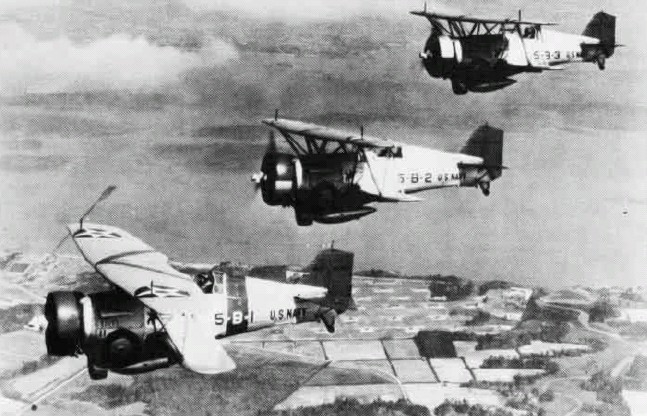
Trzy BF2C-1 z VB-5 z USS „Ranger”, 1934

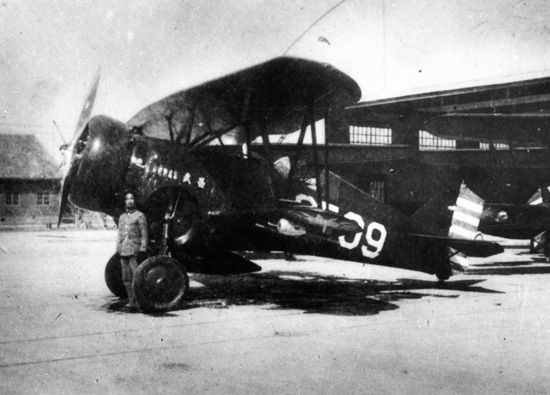
Chiński Hawk III, główny myśliwiec szturmowy Sił Powietrznych Republiki Chińskiej, który przeciwstawił się japońskiej inwazji w 1937 roku, do czasu zastąpienia go przez myśliwce Polikarpow I-15 i I-16

Marynarka Wojenna Stanów Zjednoczonych zamówiła 27 sztuk BF2C-1 z podniesionym tylnym pokładem typu „żółw”, półzamkniętą kabiną pilota i metalowym dolnym skrzydłem. Uzbrojenie stanowiły dwa karabiny maszynowe: Browning kal. 7,62 mm po prawej i Browning M2 kal. 12,7 mm po lewej oraz trzy pylony dla bomb (jedna 215 kg na pod kadłubem lub dwie 53 kg, po jednej pod każdym skrzydłem). Dostarczone w październiku 1934 roku, maszyny zostały przydzielone do dywizjonu VB-5B na lotniskowcu USS „Ranger”, ale służyły tam zaledwie kilka miesięcy, po czym problemy z podwoziem doprowadziły do ich wycofania Pomimo krótkiego okresu eksploatacji, wiele innowacji opracowanych dla linii Goshawk znalazło szerokie zastosowanie w samolotach US Navy wprowadzonych do służby w kolejnych latach. Był to ostatni myśliwiec Curtissa przyjęty do służby w Marynarce Wojennej Stanów Zjednoczonych .
Wersja eksportowa Modelu 68 Hawk III powróciła do klasycznego skrzydła w kształcie litery Y z drewna/Clarka i była napędzana silnikiem R-1820-F53 o mocy 770 KM. Chińskie Hawk III (około 100 wyprodukowanych na licencji w zakładach CAMCO na lotnisku Jianqiao) służyły jako samoloty wielozadaniowe, gdy w sierpniu 1937 roku wybuchła II wojna chińsko-japońska, szczególnie bitwa o Szanghaj i Nankin. Maszyny te były uważane za czołowe myśliwce pościgowe chińskich sił powietrznych, wraz z posiadanymi przez nie samolotami Hawk II, Boeing Model 281 „Peashooter” i Fiat CR.32. Płk Gao Zhihang (dowódca 4 Grupy Pościgowej) odniósł podwójne zwycięstwo nad lepszym A5M „Claude” (poprzednikiem A6M „Zero”) nad Nankinem 12 października 1937 roku, sterując swoim Hawkiem III o numerze „IV-I”. Pojawienie się jednopłatowców takich jak A5M przesunęło jednak szalę zwycięstwa na korzyść Japończyków. Kilku chińskich pilotów osiągnęło status asa myśliwskiego, latając wyłącznie na Hawkach III, w tym kpt. Liu Cuigang, por. Lu Jichun, kpt. Yuan Baokang i por. Yue Yiqin .
Chiński pilot Hawka III, por. Yan Haiwen, lecący samolotem nr 2510 (25 Grupa Pościgowa, samolot nr 10), został zestrzelony przez ogień przeciwlotniczy podczas ataku na japońskie pozycje w Szanghaju 17 sierpnia 1937 roku, wyskoczył na spadochronie nad terytorium zajmowanym przez wroga, wymieniając ogień z japońskimi żołnierzami, którym wydano rozkaz pojmania go żywego; zachował ostatnią kulę dla siebie i został pochowany z pełnymi honorami wojskowymi przez Japończyków. W czasie gdy 14 października 1937 roku chińskie lotnictwo prowadziło walki powietrzne i udzielało bliskiego wsparcia powietrznego dla Narodowej Armii Rewolucyjnej w bitwie o Szanghaj, o godzinie 16:00 chińskie siły powietrzne rozpoczęły duży atak na japońskie pozycje w Szanghaju przy użyciu wyjątkowo zróżnicowanych sił składających się z trzech samolotów Curtiss Hawk III eskortujących trzy amerykańskie B-10, dwa niemieckie He-111A, pięć O-2MC i pięć Gamma z Nankinu późnym popołudniem, a następnie co godzinę przeprowadzano jeden atak z Nankinu na Szanghaj wieczorem aż do godziny 3:00 15 października. Te kombinacje ataków z użyciem Hawk III były wykorzystywane zarówno przeciwko Cesarskiej Armii Japońskiej, jak i siłom powietrznym Cesarskiej Marynarki Wojennej Japonii, a także przeciwko celom naziemnym i morskim do końca 1937 roku, zanim Hawk III nie zostały zastąpione przez lepiej uzbrojone i szybsze myśliwce Polikarpow I-15 i I-16, dostarczone chińskim siłom powietrznym na mocy traktatu chińsko-radzieckiego z 1937 roku.
Na początku 1935 roku Tajlandia złożyła zamówienie na 24 myśliwce Curtiss Hawk III po cenie 63 900 bahtów za sztukę, a także zakupiła licencję na produkcję. Pierwsze 12 Hawk III zostało wysłanych do Tajlandii w sierpniu, a pozostałe 12 dotarło pod koniec 1935 roku, tym razem pod nazwą Fighter Type 10. Łącznie 50 Hawk III zostało wyprodukowanych lokalnie w 1937 roku i 1939. Ten typ był używany przeciwko Francuzom w wojnie francusko-tajlandzkiej i japońskim najeźdźcom w grudniu 1941 roku, a następnie został zdegradowany do użytku wyłącznie jako samolot szkoleniowy. Niektóre z nich były użytkowane do 1949 roku, a jeden płatowiec (KH-10) przetrwał w Muzeum Królewskich Tajskich Sił Powietrznych.

## Warianty
XBF2C-1 Hawk
Prototyp XF11C-3 przemianowany na myśliwiec bombardujący.
BF2C-1 Goshawk (Model 67A)
Wersja produkcyjna XF11C-3; wyprodukowano 27 egzemplarzy.
Hawk III (Model 68)
Wersja eksportowa BF2C-1 z silnikiem R-1820-F53 o mocy 770 KM dla Argentyny, Chin, Tajlandii i Turcji; wyprodukowano 137 egzemplarzy.
Hawk IV (Model 79)
Wersja eksportowa z silnikiem R-1820-F56 o mocy 790 KM; wyprodukowano jeden egzemplarz demonstracyjny.
B.Kh.10 (taj. บ.ข.๑๐)
Oznaczenie Hawk III w Królewskich Tajlandzkich Siłach Powietrznych.

## Użytkownicy
.
 Argentyna

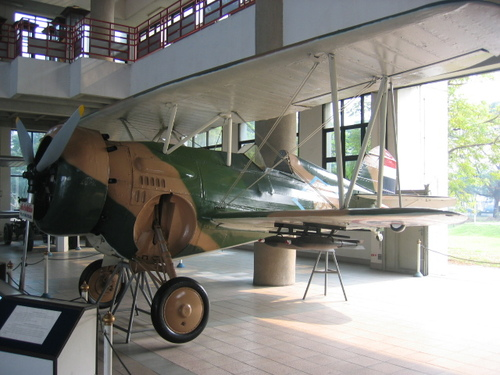
Curtiss BF2C Goshawk w Muzeum Królewskich Tajskich Sił Powietrznych

- Fuerza Aérea Argentina eksploatowała dziesięć samolotów, głównie Model 68A Hawk III i jeden Model 79 Hawk IV.

 Chiny
- Siły Powietrzne Republiki Chińskiej eksploatowały 102 Model 68C Hawk III.

 Tajlandia
- Królewskie Tajskie Siły Powietrzne eksploatowały 24 Model 68B Hawk III i wyprodukowały 50 sztuk w kraju.

 Turcja
- Tureckie Siły Powietrzne eksploatowały jeden Model 68B Hawk III.

 Stany Zjednoczone
- United States Navy eksploatowała 27 samolotów BF2C-1.